# صمام الجيب التاجي (صمام فيوسانس)
صمام الجيب التاجي أو صمام فيوسانس هو صمام تشريحي بين الجيب التاجي والوريد القلبي الكبير. وهو صمام رقيق يتكون من وريقة واحدة إلى ثلاث وريقات في 80% إلى 90% من الناس. وهو مهم سريريًا لأنه في بعض الأحيان يكون عائق للقسطرة في 20 % من المرضى.